# Mionectes rufiventris
Mionectes rufiventris е вид птица от семейство Tyrannidae.

## Разпространение
Видът е разпространен в Аржентина, Бразилия и Парагвай.